# 刘育 (明朝)
劉育（1568年—？），字养之，四川泸州合江县人，民籍，明朝政治人物。

## 生平
萬曆二十五年（1597年）丁酉科四川鄉試舉人，二十六年（1598年）联捷戊戌科進士，工部觀政，授河南商丘縣知縣，卒于官。

## 家族
曾祖刘文纪，祖刘孔，父刘正友，儒官、乡賓。